# Blaise Kouassi
Blaise Koffi Kouassi (Abiyán, Costa de Marfil, 2 de febrero de 1975) es un exfutbolista marfileño, se desempeñaba como defensa y disputó gran parte de su carrera en Francia.

## Clubes
| Club         | País            | Año         |
| ------------ | --------------- | ----------- |
| ASEC Mimosas | Costa de Marfil | 1998 - 2000 |
| EA Guingamp  | Francia         | 2000 - 2005 |
| Troyes AC    | Francia         | 2005 - 2006 |
| Al-Rayyan SC | Catar           | 2006 - 2007 |
| Angers SCO   | Francia         | 2007 - 2009 |